# Fange nr. 1
Fange nr. 1 er en sort-hvid dansk film fra 1935. Manuskriptet er af Fleming Lynge og Paul Sarauw efter idé af Paul Fejos, som også har instrueret.

## Handling
Vi er i en stor by i et land, der på mange måder adskiller sig fra vort eget, blandt andet ved at menneskene dér er så ædle og gode, at politiet slet ikke har at gøre. Der findes ingen forbrydere. Fængslerne står tomme. Den fattige unge mand Felix forsøger at komme bag tremmer, fordi han så ved, at han får adgang til de dejlige julegæs.

## Medvirkende
- Chr. Arhoff
- Robert Storm Petersen
- Tove Wallenstrøm
- Maria Garland
- Rasmus Christiansen
- Victor Montell
- Eigil Reimers